# Markthalle Nussdorfer Straße

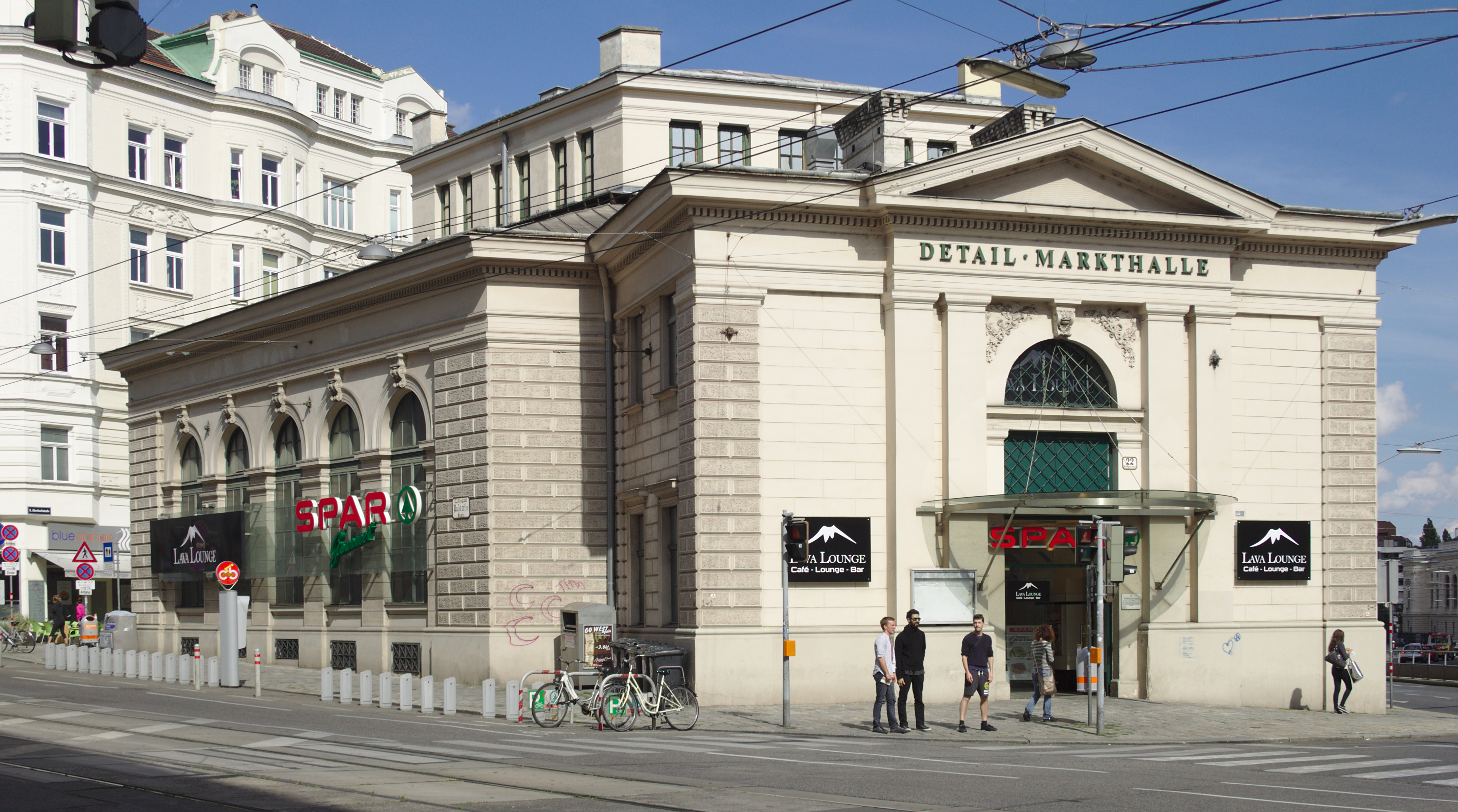
Markthalle Nussdorfer Straße, Ecke Alserbachstraße

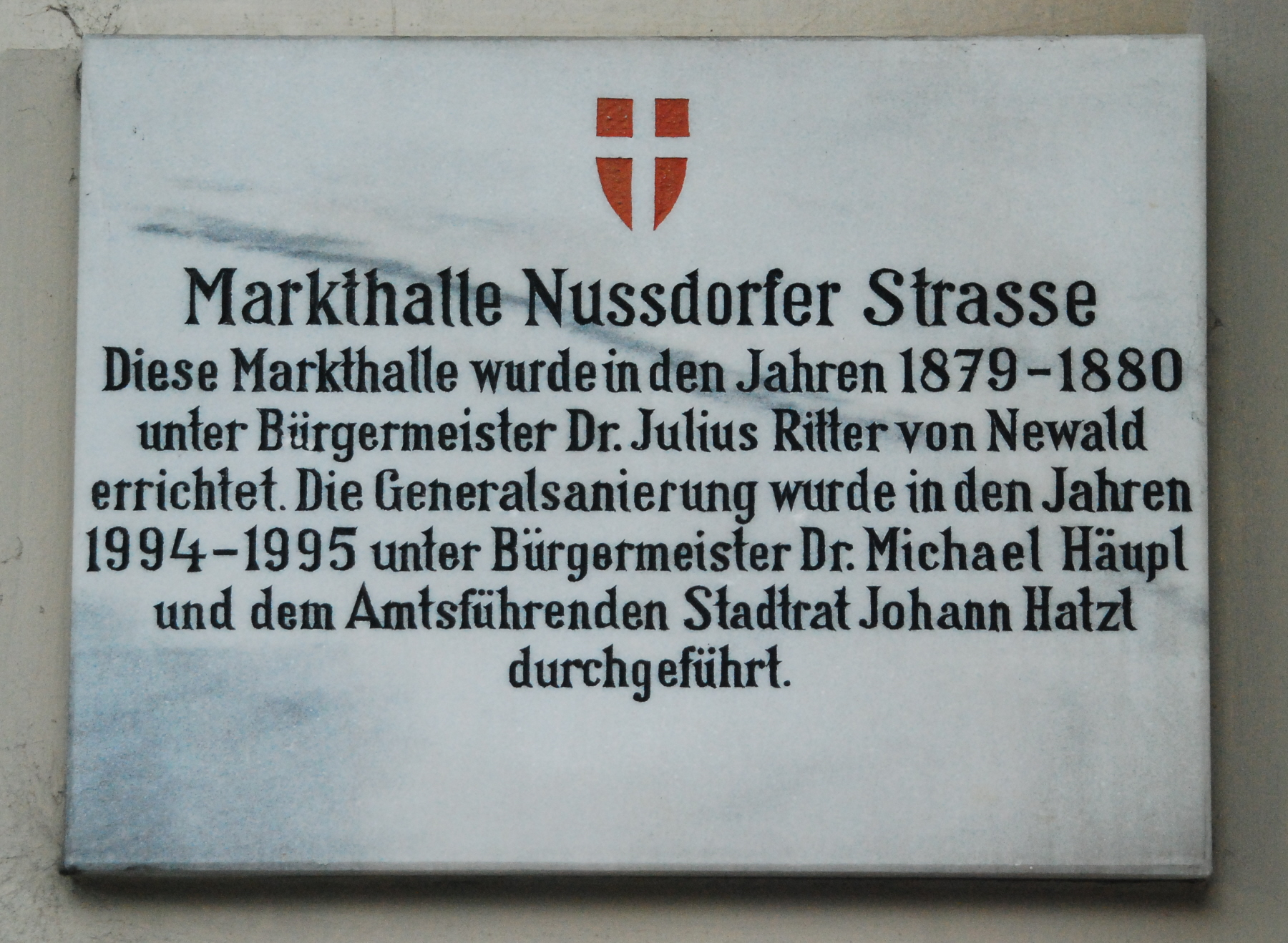
Markthalle Nussdorfer Straße – Tafel

Die Markthalle Nussdorfer Straße im 9. Wiener Gemeindebezirk, Alsergrund, ist die letzte bestehende Markthalle in Wien und steht unter Denkmalschutz.

## Geschichte

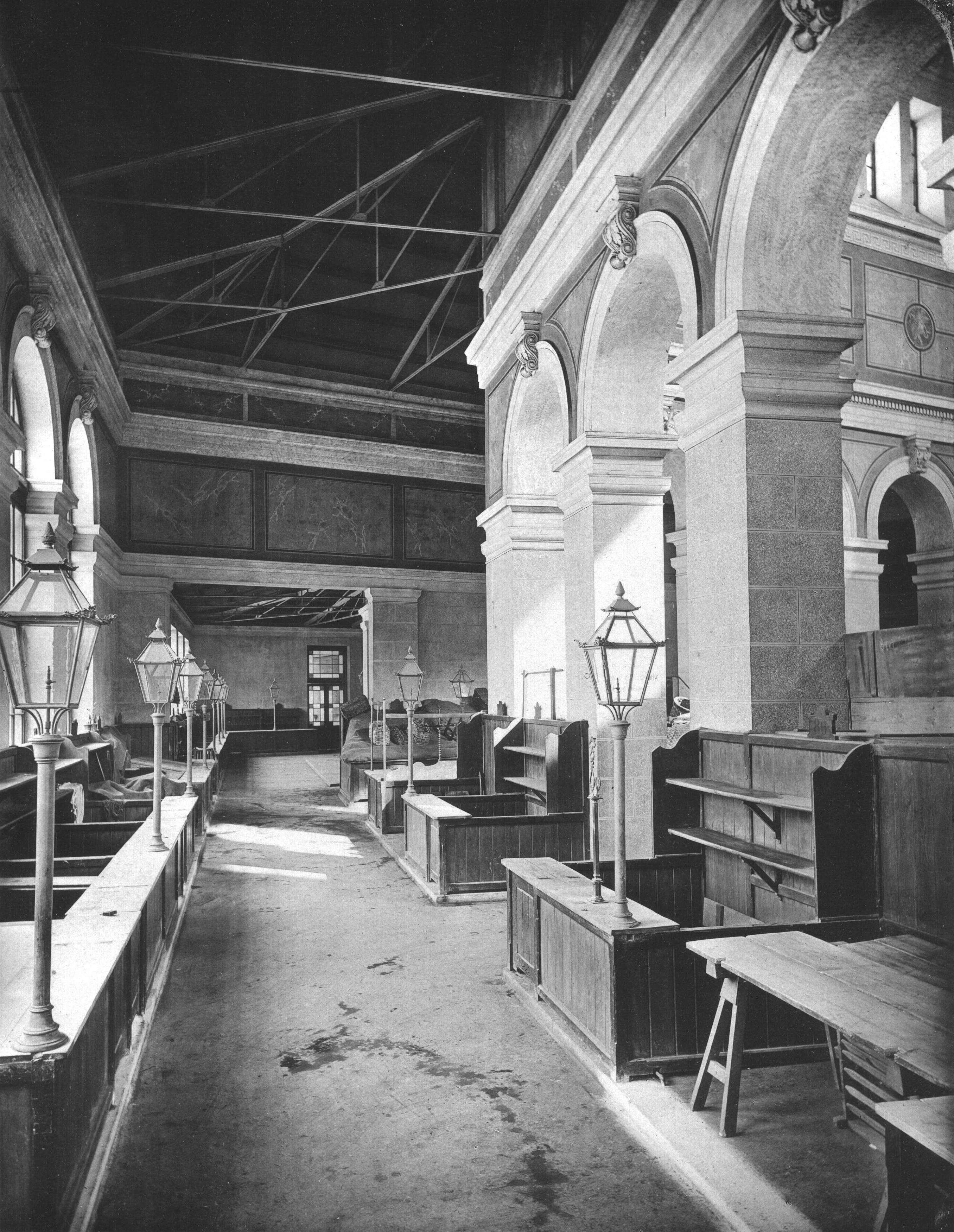
Innenraum der Markthalle Nussdorfer Straße, ca. 1885

Die ersten Markthallen in Wien wurden 1864 für den Tandelmarkt bei der Rossauer Kaserne (9. Bezirk) und an der Landstraßer Hauptstraße errichtet. Um durch mehr Märkte und damit mehr Konkurrenzkampf sinkende Preise zu bewirken und als Reaktion auf eine Flaute im Baugewerbe wurde vom Gemeinderat eine Kommission für Markthallenplätze, Markthallen und deren Bauart ins Leben gerufen. Errichtet wurde jedoch aus Geldmangel lediglich die 1871 eröffnete Zedlitzhalle (1. Bezirk).
1879 wurde der Bau von vier weiteren Markthallen – diesmal in Ziegelbauweise – beschlossen. Standorte waren der (heute nicht mehr bestehende) Phorusplatz im 4. Bezirk, ein Areal zwischen der Neustiftgasse und der Burggasse im 7. Bezirk, eines im Bereich Bartensteingasse / Stadiongasse / Doblhoffgasse im 1. Bezirk sowie eines an der Kreuzung Nussdorfer Straße / Alserbachstraße im 9. Bezirk.
Seit etwa 1958 gab es Diskussionen, die Markthalle abzureißen und an einem anderen Standort wieder aufzubauen, was aber an der Frage des neuen Standortes scheiterte. Im November 1971 wurden die diesbezüglichen Debatten vorerst beendet und die Renovierung des Marktes angekündigt. Der Bestand galt für zunächst rund zehn Jahre als gesichert, dann hätte die Markthalle nach dem damaligen Planungsstand für den Ausbau des Wiener U-Bahn-Netzes der Errichtung einer Station für die U6 weichen sollen.
Nach der Fertigstellung der 1972 begonnenen Renovierungsarbeiten wurde die Marktöffnungszeit an Freitagen von 14 Uhr auf 17 Uhr 30 verlängert. Der Weiterbestand der Markthalle wurde wegen des geplanten U-Bahn-Baues nach wie vor nur noch als befristet angesehen.

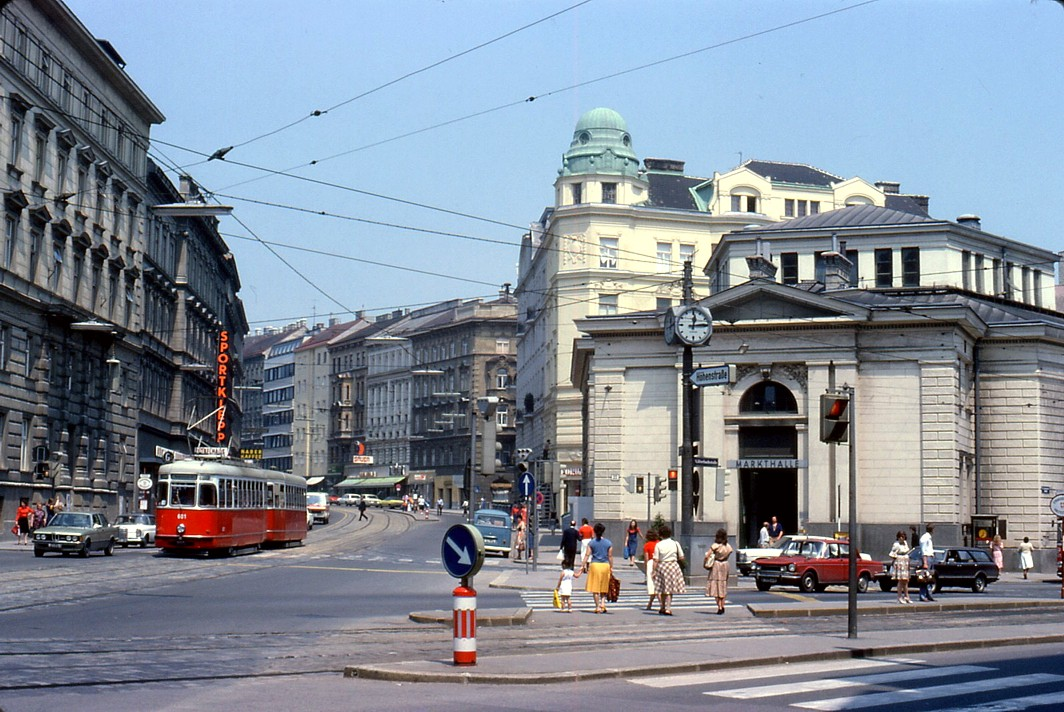
Markthalle im Zustand 1979, noch ohne Supermarkt

1994 bis 1995 wurde die Markthalle in der Nussdorfer Straße elf Monate lang umgebaut und renoviert, wobei optisch der historische Bauzustand zum Zeitpunkt der Errichtung wieder hergestellt wurde.
Seit 1. März 2002 wird die Markthalle Nussdorfer Straße von einer Supermarktkette als Filiale genutzt.

## Beschreibung
Die Markthalle in der Nussdorfer Straße wurde als freistehender Bau auf einem annähernd dreieckigen Grundstück als fünfseitiges Gebäude nach Plänen von Friedrich Paul errichtet. Das strenghistoristische Gebäude verfügt über je einen Eingang in der Nussdorfer Straße und in der Alserbachstraße.
Der der Nussdorfer Straße zugewandte Eingang verfügt über einen Portalrisalit in Form einer von genuteten Flächen flankierten toskanischen Ädikula. In vereinfachter und verkleinerter Form wurde diese Gestaltung auch bei dem der Alserbachstraße zugewandten Eingang übernommen.
Die fünfeckige Verkaufshalle besitzt einen erhöhten Mittelteil mit einem Zeltdach.